# 에포크타임스
《에포크타임스》(영어: The Epoch Times, 중국어 간체자: 大纪元时报, 정체자: 大紀元時報, 병음: Dàjìyuán shíbào 다지위안스바오[*], 한자음: 대기원시보)는 극우 성향을 띠는 파룬궁 신흥 종교와 관련된 국제 다국어 신문사이자 미디어 회사이다. 뉴욕시에 본사를 둔 이 신문은 신당인 텔레비전도 운영하는 에포크 미디어 그룹의 일부이다. 에포크타임스는 35개 국가에서 웹사이트를 운영하고 있지만 중국 대륙에서는 차단되어 있다.
에포크타임스는 중국공산당에 반대하고, 유럽의 극우 정치인과 운동을 지지하며, 미국에서는 도널드 트럼프 전 대통령을 지지해 왔다. 2019년 NBC 뉴스의 보고서에 따르면 이 신문은 트럼프 캠페인 다음으로 페이스북에서 가장 큰 친트럼프 광고 자금 제공자였다. 에포크타임스는 종종 션윈 예술단과 같은 파룬궁 관련 단체를 홍보하는 기사를 게재한다. 에포크 미디어 그룹의 뉴스 사이트와 유튜브 채널은 QAnon, 대체 이론, 백신 반대 허위 정보, 2020년 미국 대통령 선거의 사기 주장과 같은 음모론을 홍보해 왔다. 2024년 6월, 그룹의 최고재무관리자, 빌 관에 대해 돈세탁 혐의가 제기되었다.
신문은 중국, 홍콩, 마카오 뉴스와 특히 중화인민공화국 내 인권 문제를 초점으로 일반적인 뉴스 보도를 다루며, 중화권 통신원과 해외 주재원의 네트워크를 통해 뉴스를 전달한다.신문사 기자와 편집인은 뉴욕언론협회상 디자인 부문과 캐나다 정부 ‘전국 언론 매체 이사회상’ 인권 보도 부문을 포함해 언론상을 10여 차례 넘게 수상했다.
에포크타임스는 인종과 정파 및 상업적 이해관계에서 독립을 선포했으며, 그 목적은 '보편적 인권가치를 수호하고 특히 중화인민공화국(이하중국공산당)의 은폐된 진상을 폭로하는 것'에 있다. 종종 파룬궁과 관계를 가진 언론으로 알려지지만 영문판 에포크타임스 편집장 스티븐 그레고리는 “파룬궁은 개인 신념에 관한 문제이며, 에포크타임스는 파룬궁을 대표하지 않는다... 신문은 중화인민공화국 인권문제의 최대 핵심인 파룬궁 박해를 보도할 뿐이다”라고 밝혔다.
에포크타임스 인터넷판은 21개 언어 서비스를 제공하며 인쇄판은 중문, 영어, 프랑스어, 독일어, 러시아어 등 11개 언어 판본을 제공한다. 세계 35개 국가에서 무료 및 유료 판본 125만부를 발행한다. 중문 온라인판은 본사 사이트 뿐 아니라 홍콩, 중화민국, 오스트레일리아 사이트가 있다. 에포크타임스 온라인 방문자 수는 2억 명이고 페이지뷰는 1억 500만이다.
미국, 캐나다, 영국, 한국, 일본, 홍콩, 싱가포르, 말레이시아, 오스트레일리아(호주) 및 뉴질랜드 등 국가의 여러 관광지, 공공장소 등에서 무료 배포 및 가두판매를 진행한다. 주요 내용은 뉴스 및 평론이며 이외에도 문화, 스포츠, 오락, 여행 등 다방면에 대한 칼럼 및 지역사회 뉴스 광고 등을 포함한다.
2016년 3월부터 홍콩 에포크타임스는 무료에서 유료 서비스로 전환했으며 한 부당 HKD8에 판매된다. 홍콩 전역 250개 이상 가판대에서 정식으로 판매되고 있으며, 동시에 일부 지역에서는 '비매품' 형식으로 무료 배포된다.
에포크타임스 사이트는 중화인민공화국에서 접속이 차단되지만, 황금 방패(Golden Shield)나 만리방화벽(Great Firewall of China)을 돌파하기 위해 해외 거주 화교인이 개발한 울트라서프(Ultrasurf)나 프리게이트(Freegate) 같은 검열 우회프로그램을 사용하는 ‘차이나 VPN’을 통해 에포크타임스에 접속할 수 있다.
에포크 디지털 네트워크(Epoch Digital Network)가 운영하는 차이나 VPN은 중화인민공화국 내 사용자 수천만 명이 사용한다.

## 역사
《에포크타임스》는 2000년 미국계 중국인 존 탱과 그 팀들이 뉴욕에서 창립했다. 설립자들은 에포크타임스 설립이 중국 내 검열과 중국의 파룬궁 탄압에 대한 국제사회의 이해 부족에 응답한 것이라고 말한다.
2000년 5월 첫 인쇄판이 정체자 중국어로 뉴욕에서 발행됐고, 2000년 8월 에포크타임스 사이트(epochtimes.com)를 개설로 인터넷판이 발행됐다. 2010년 9월까지 <에포크타임스>는 10개 이상의 언어로 인쇄 발행했으며 이어 인터넷판까지 17개 이상 언어로 발행했다.
캐나다 사이먼 프레이저 대학 언론정보학 교수 자오웨즈는 2003년 기고한 글에서 다음과 같이 지적했다. “<에포크타임스> 사이트와 <에포크타임스> 그룹은 중국 외의 최대 중국어 언론 사이트 및 신문사 중 하나로 성장했으며, 미국 30개 주 이상, 캐나다, 오스트레일리아, 뉴질랜드, 일본, 인도네시아, 타이완, 홍콩, 및 서유럽 주요국가에서 발행됐다.” 보도에 의하면 2009년 에포크타임스의 미국 주간발행량은 100,000부가 넘었으며 전 세계 발행부수는 125만부를 초과했다.
스티븐 하퍼 캐나다 총리는 2011년 에포크타임스 10주년 축사에서 다음과 같이 썼다. “에포크타임스는 2000년 캐나다에서 발행을 시작한 이후로 중국계 캐나다인 사회의 이슈와 사건에 관한 정보 출처로 인기가 높다... 에포크타임스는 토론토, 밴쿠버, 몬트리올, 오타와, 캘거리/에드먼턴에서 발행되는 지역판과 더불어 현재 캐나다의 최대 중국어 일간지다.”
미국 워싱턴의 애큐러시 인 미디어(Accuracy in Media) 그룹에 의하면 에포크타임스는 매체의 자기검열 및 중국 당국의 대외 중국어매체에 대한 영향에 관해 자주 보도한다. 에포크타임스는 이미 해외 중국인 및 반 공산당세력 내에서 중대한 영향력을 보유하고 있다.

## 역사 및 파룬궁과의 관계
《에포크타임스》는 2000년 존 탱과 파룬궁 신흥 종교 운동과 관련된 다른 중국계 미국인들이 설립했다. 당시 조지아주에서 대학원생이던 탱은 지하실에서 신문을 시작했다. 설립자들은 중국 내 검열과 중국 정부의 파룬궁 탄압에 대한 국제 사회의 이해 부족에 대응하기 위해 에포크타임스를 설립했다고 말했다.
2003년까지 에포크타임스 웹사이트와 신문 그룹은 중국 외에서 가장 큰 중국어 뉴스 사이트 및 신문 그룹 중 하나로 성장했으며, 미국, 캐나다, 오스트레일리아, 뉴질랜드, 일본, 인도네시아, 타이완, 홍콩 및 주요 서유럽 국가에 지역판을 발행했다. 첫 영어판은 2003년 9월 온라인으로 출시되었고, 이어서 2004년에 첫 인쇄판이 발행되었다. 오스트레일리아 영어판은 2005년 시드니에서 출시되었다.
닉 쿨드리와 제임스 커런은 2003년에 이 신문이 "파룬궁 관련 대체 미디어의 진화에 있어 주요한 단계"를 나타내며, 망명 중인 민주화 운동가들과의 사실상의 미디어 동맹의 일부일 수 있다고 썼다. 2003년 사회학자 자오웨즈는 이 신문이 "파룬궁과 논쟁의 여지가 없는 이념적, 조직적 친화성"을 보여주며, 중국 정부에 대한 부정적인 묘사와 파룬궁에 대한 긍정적인 묘사를 강력히 강조한다고 썼다. 자오에 따르면, 에포크는 자신을 중립적이고 독립적이며 공익 지향적이라고 묘사한다.
2005년 《샌프란시스코 크로니클》은 "중국공산당, 정부 탄압, 중국의 사회 불안에 대한 도발적인 보도를 제공하는 세 개의 새로운 미국 기반 중국어 미디어 매체(즉, 《에포크타임스》, 희망의 소리, NTD TV)가 파룬궁 영적 운동과 연관되어 있다"고 보도했다. 인터뷰에서 각 매체의 임원들은 파룬궁 운동 전체를 대표하지 않는다고 주장했다.
AP (통신사) 기자 나할 투시는 2006년에 파룬궁이 에포크타임스를 소유하고 있다고 말하는 것은 "기술적으로 부정확하다"고 썼지만, 신문 직원 중 많은 이들이 파룬궁 수련자라고 언급했다. 투시는 "일부 관찰자들"이 파룬궁이 신문을 자신들의 홍보 캠페인에 사용하며, 신문이 그룹과 연결되어 있고 이에 대한 동정적인 보도를 한다고 말했다.
《영어 에포크타임스》 스티븐 그레고리 의장은 에포크타임스가 파룬궁과 직접적으로 연결되어 있다는 것을 부인했다. 미국의 독립 기자들은 이러한 연결을 확인했다.
2008년 몬트리올 대학교 동아시아 연구 센터 소장이자 《파룬궁과 중국의 미래》의 저자인 데이비드 오운비는 파룬궁 수련자들이 자신들의 돈으로 신문을 설립했다고 말했다. 그는 《에포크타임스》가 파룬궁과의 강한 연관성으로 판단되기보다는 세계적인 신문으로 진지하게 받아들여지기를 바란다고 묘사했다. 그는 다음과 같이 썼다. "에포크타임스는 전 세계의 인권 문제에 대해 보도하는 사명감을 가진 신문이며, 중국과 파룬궁에 대한 상당한 집중을 허용한다."
캐나다 학자 클레멘트 통은 《에포크타임스》가 파룬궁과 공식적인 제휴 성명 없이 파룬궁의 "대변인" 역할을 한다고 썼다.
2009년 파룬궁 창시자 리훙즈는 맨해튼에 있는 신문사 본부에 나타나 《에포크타임스》가 "정규 미디어로 성장"하도록 확장할 것을 촉구했다. 리는 《NTD TV》 디지털 프로덕션 회사와 션윈 예술단과 함께 《에포크타임스》를 "우리 미디어"라고 불렀다. 두 명의 전직 직원은 최고 편집자들이 파룬궁 복합 단지인 드래곤 스프링스에서 리를 만나 편집 및 전략적 결정에 대해 의견을 들었지만, 《에포크타임스》는 회의가 열렸다는 것을 부인했다.
전직 《에포크타임스》 직원들은 파룬궁 수련자들이 경영 및 편집 과정에 참여했다고 언급했다. 일부 익명으로 말한 전직 직원들은 《에포크타임스》 직원들이 리의 가르침을 공부하기 위해 근무 시간 외 주간 "법 공부" 세션에 참석하도록 권장받았다고 말했다. 전직 직원들은 《에포크타임스》를 비판하는 것은 리에게 불복종하는 것과 같다고 말했다.
《에포크타임스》는 관련 션윈 예술단에 대한 홍보 기사를 자주 게재한다. 《더 뉴요커》의 션윈 리뷰는 《에포크타임스》를 "션윈 콘텐츠의 세계 최고의 공급자"라고 불렀다. 2009년 이래 《에포크타임스》는 션윈과 관련된 17,000개의 기사를 발행하여 션윈을 홍보하고 비평가들을 중국공산당의 대리인이라고 암시하며 공격했다.
2018년 보수 싱크탱크 후버 연구소의 보고서는 "미국에서 진정으로 독립적인 중국어 미디어의 공간은 중국에서 금지된 종교 단체인 파룬궁의 신도들이 지원하는 몇몇 언론 매체와 비전 타임즈라고 불리는 작은 출판물 및 웹사이트로 축소되었다"고 썼으며, 후자는 또한 파룬궁과 관련이 있다고 언급했다.
2019년 국경 없는 기자회의 보고서는 "파룬궁이 운영하는 《에포크타임스》 신문과 NTD TV 외에도 체제에 대한 주요 미국 기반 비평가가 설립한 웹사이트 차이나 언센서드를 제외하면, 미국에는 진정으로 독립적인 디아스포라 미디어가 거의 없다"고 썼다.
2019년 NBC 뉴스의 조사 보고서는 《에포크타임스》의 정치 보도가 공산주의자들이 지옥으로 보내지고 파룬궁의 동맹국들은 구원받는 심판의 날에 대한 파룬궁 신도들의 기대에 영향을 받을 수 있다고 시사했다. 전 《에포크타임스》 직원들은 NBC 뉴스에 도널드 트럼프가 주요 반공 동맹으로 간주된다고 말했다. 이는 심판의 날을 앞당기는 것으로 알려져 있다.
2020년 복스 (웹사이트)는 차이나 언센서드와 NTD TV를 다국어 "미디어 제국"의 일부로 《에포크타임스》의 계열사로 지목했다.
《에포크타임스》는 2022년에 미들타운 (뉴욕주)의 한 건물을 파룬궁 계열 웹사이트 회사인 간징 월드에 매각했으며, 이 건물은 2022년 7월 간징 월드의 본사로 개장했다. 파룬따파 간징 월드 재단은 2023년에 미들타운의 같은 건물에 법인으로 등록되었다. 간징 월드의 미디어 관계 이사인 닉 야니키는 간징 월드와 에포크타임스 사이에 기업적 연결은 없지만, 설립자들이 "좋은 친구"라고 말했다. 《에포크타임스》는 간징 월드를 뉴스처럼 홍보하는 기사를 발행한다. 반대로 에포크 미디어 그룹 소유의 미디어는 간징 월드 웹사이트, 심지어 첫 페이지에서도 홍보된다. 간징 월드의 콘텐츠는 종종 원작자의 동의 없이 유튜브에서 재게시된 비디오로 구성된다. 2024년, 유튜브는 간징 월드에 유튜브에서 얻은 콘텐츠를 무단으로 재게시한 것에 대해 정지명령을 내렸다.
2024년 《에포크타임스》는 에포크 스튜디오(에포크 타임스 협회의 한 지부)와 함께 영화 산업에 진출했으며, 첫 개봉작은 케빈 소보와 쿠바 구딩 주니어 주연의 《더 파이링 스쿼드》이다. 이 영화는 티모시 A. 췌이가 쓰고 감독했다. 에포크 스튜디오의 전무이사인 샐리 선은 이전에 에포크 다큐멘터리와 스트리밍 스페셜을 감독한 바 있다.

## 재정
NBC 뉴스에 따르면, "《에포크타임스》의 정확한 소유권, 기원 또는 영향에 대해 공개적으로 알려진 바가 거의 없으며", 이 신문은 《NTD TV》와 함께 에포크 미디어 그룹의 우산 아래 여러 지역 세금 면제 비영리 단체로 느슨하게 조직되어 있다. 《에포크타임스》는 주로 무급 파트타임 자원봉사자를 고용하여 비용을 절감한다.
신문의 수입은 최근 몇 년간 급증하여, 2016년 380만 달러에서 2017년 810만 달러(지출 720만 달러), 2018년 1240만 달러 및 2019년 1550만 달러에 달했다. 세금 서류에 따르면 2012년에서 2016년 사이에 이 그룹은 당시 보수 정치 후원자인 로버트 머서가 이끌던 르네상스 테크놀로지라는 헤지 펀드의 주요 인사로부터 90만 달러를 받았다. 전 NBC 임원이자 가짜 뉴스 웹사이트 비포 잇츠 뉴스의 창립자이자 암호화폐 헤지 펀드를 관리하는 크리스 키츠는 2017년 이 신문의 이사회에 부사장으로 합류했다.
2020년 《뉴욕 타임스》의 보고서는 《에포크타임스》의 최근 부를 "일종의 미스터리"라고 불렀다. 스티브 배넌, 전 《브레이트바트 뉴스》의 전무이사로 NTD TV와 다큐멘터리를 제작했던 그는 프로젝트 예산에 대해 "그들에게 숫자를 주면, '우리는 그 숫자를 감당할 수 있습니다'라고 답할 것"이라고 말했다. 전직 직원들은 《에포크타임스》가 구독, 광고, 부유한 파룬궁 수련자들의 기부로 자금을 조달한다고 들었다고 말한다.
2019년과 2021년 사이에 《에포크타임스》는 수입을 685% 늘려 2021년에는 1억 2200만 달러에 달했다. 2019년 이래 이 신문은 주로 디지털로 전환하여 페이스북과 유튜브 광고에 수백만 달러를 지출했다(페이스북은 나중에 이 웹사이트가 "미국인으로 위장한 외국인 행위자를 활용하여 정치적 콘텐츠를 푸시했다"며 이 웹사이트를 금지했다). 2023년 기준 《에포크타임스》는 구독자 수가 미국 신문 중 네 번째로 많다고 주장하지만, 이 순위는 이들의 발행 부수 데이터가 독립 기관에 의해 감사되지 않기 때문에 확인할 수 없다.

### 돈세탁 혐의
2024년 6월 3일, 《에포크타임스》의 최고재무관리자, 웨이둥 "빌" 관은 미국 뉴욕 남부 지방법원에서 2020년부터 2024년 5월까지 지속된 초국가적 계획에서 돈세탁 공모 혐의 1건과 은행 사기 혐의 2건으로 기소되었다. 미국 법무부는 관의 지휘 아래 《에포크타임스》의 "돈벌이 온라인 팀"이 암호화폐를 사용하여 범죄 수익금을 구매하고 이를 《에포크타임스》와 관련된 법인의 은행 계좌로 이체했다고 밝혔다. 법무부에 따르면, 수천만 달러의 돈세탁 자금이 《에포크타임스》의 은행 계좌로 이체되어 수입이 410% 증가했다.
《에포크타임스》는 성명에서 관은 "합리적인 의심의 여지 없이 유죄가 입증될 때까지 무죄"라며, "이 문제가 해결될 때까지 그를 정직시켰다"고 덧붙였다. 설립자 존 탱은 나중에 CEO직에서 사임했으며, 회사의 경영은 임시 팀에 인계되었다. 2024년 7월 1일, 제니스 트레이가 임시 CEO로 임명되었다. 이 사건에 대응하여 신문은 리훙즈가 작성한 성명을 발표했으며, 이 성명은 신문의 재정적 비리와 당파성을 비판하고, 파룬궁 신도들에게 미국 정치인에 대한 개인적인 공격을 중단할 것을 촉구했다. 더 라이팅(The Righting)의 설립자 하워드 폴스킨은 이것이 에포크타임스의 브랜드 변화를 의미할 수 있다고 말한다.

## 배포 및 마케팅

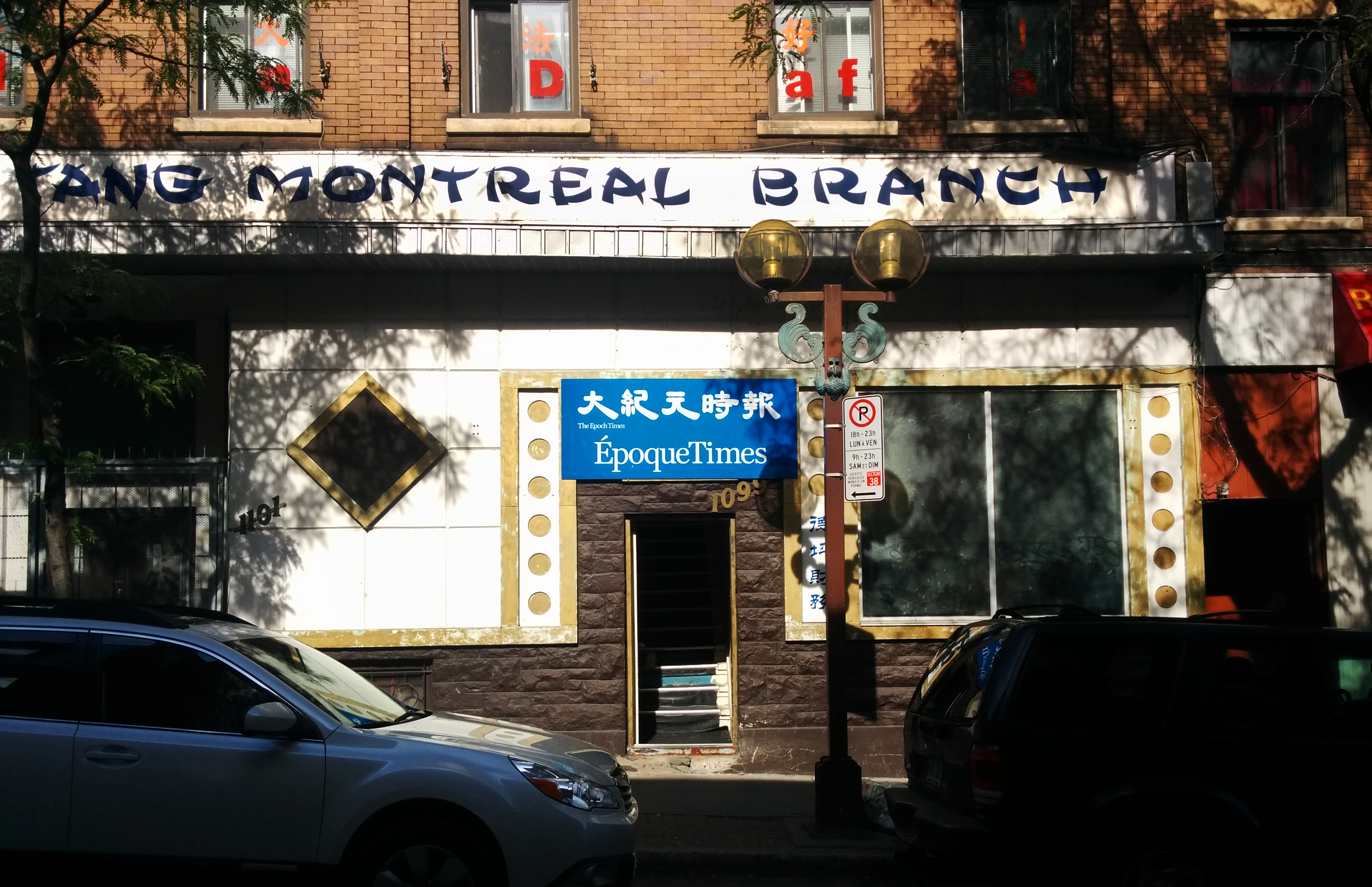
2015년 몬트리올의 차이나타운에 있는 에포크타임스 사무실

《에포크타임스》는 21개 언어로 33개국에 발행되며, 8개 언어로 인쇄판을 발행한다: 중국어, 영어, 스페인어, 히브리어, 베트남어, 일본어, 한국어, 인도네시아어. 특별 인쇄판도 프랑스에서 불규칙적으로 발행되었다.
2013년과 2020년 사이에 《에포크타임스》는 117,274개의 페이스북 게시물을 작성했으며, 《주킨 미디어》와 같은 미디어 라이선스 회사에서 얻은 클릭베이트 엔터테인먼트 비디오와 함께 자체 극우 정치 콘텐츠를 게시하여 소셜 미디어 팔로워를 빠르게 늘렸다. 2021년 8월에 발표된 페이스북 보고서에 따르면, 《에포크타임스》의 구독 페이지는 2021년 4월부터 6월까지 4420만 회의 조회수를 기록했다. 페이스북 데이터에 따르면 2021년 1분기 가장 인기 있는 페이지 중 하나는 《에포크타임스》가 운영하는 페이지였다. 2021년 11월에 910만 명의 페이스북 팔로워를 보유한 《에포크타임스》는 당시 브레이트바트 뉴스와 뉴스맥스와 같은 극우 뉴스 조직의 팔로워 수를 초과했다.
분석 회사 튜뷸러에 따르면, 《에포크타임스》와 NTD TV를 포함한 에포크 미디어 그룹의 비디오와 광고는 2019년 4월 페이스북, 유튜브, 트위터에서 총 30억 회의 조회수를 기록했다. NBC 뉴스에 따르면, 이는 모든 비디오 크리에이터 중 11위였으며, 다른 어떤 전통 뉴스 퍼블리셔보다 앞섰다.
2021년 기준 《에포크타임스》는 갭, 소셜 네트워크 서비스에서 7번째로 많이 팔로우되는 계정이었다. 갭은 극우 사용자 기반으로 알려져 있다.
2024년, 여러 미국 도시에서 《에포크타임스》의 웹사이트를 "가장 신뢰받는 뉴스"라는 슬로건과 함께 리포터 조슈아 필립의 초상화가 그려진 광고판이 등장했다. 지역 뉴스 매체들은 《에포크타임스》의 역정보 게시 이력과 최고재무관리자에 대한 법무부의 기소를 고려할 때 이 슬로건의 진실성에 의문을 제기했다.

## 편집 방향
틀:Conservatism in China
틀:Anti-communism
에포크타임스는 중국공산당의 부패 실상, 중국 대륙 내에서 발생하는 인권범죄 및 민중시위 등에 대한 정보를 폭로한다. 중공의 파룬궁 수련자 및 양심수 장기적출에 대한 고발은 UN에 보고됐으며 이에 미국, 유럽의회, 중화민국, 이탈리아, 캐나다, 호주 등 여러 국가의 국회에서 당국을 규탄하는 결의안이 통과됐다.
《에포크타임스》는 중국공산당의 열렬한 반대자이다. 2016년 신문의 접근 방식이 바뀐 이후, 신문은 트럼프 행정부에 대한 호의적인 보도, 미국의 극우, 독일 극우, 그리고 프랑스 극우에 대한 호의적인 보도로 상당한 주목을 받았다.
NBC 뉴스에 따르면, 2016년 이전에는 《에포크타임스》가 "중국 이해관계와 일치하지 않는 한" "미국 정치에 일반적으로 관여하지 않았다"고 한다. 벤 헐리, 전 파룬궁 수련자이자 2013년까지 에포크타임스 작가였던 그는 신문이 낙태와 성소수자에 대해 비판적이었고 파룬궁 수련자들이 힐러리 클린턴과 코피 아난과 같은 국제주의자들을 포함하여 "어디에서나 공산주의를 보았다"고 말했지만, "초기에는 의견 불일치를 위한 여지가 더 많았다"고 한다.
NBC 뉴스에 따르면, 2016년 이후 《에포크타임스》는 트럼프 캠페인과 대통령직에 대한 호의적인 보도를 홍보했으며, 이슬람 테러리즘과 미국의 불법 이민과 같은 주제를 강조했다. 또한 "출판물이 주장하는 바에 따르면 [힐러리] 클린턴과 버락 오바마 전 대통령이 주도한 미궁 같은 글로벌 음모가 트럼프를 무너뜨리려는 것"을 강조했다.
《에포크타임스》 고위 기자들의 사적인 진술에 따르면, 파룬궁 창시자 리는 2016년에 신문이 트럼프에 대한 보도를 늘리도록 지시했다. 2016년 캠페인을 취재했던 전 《에포크타임스》 기자 스티브 클렛은 편집자들이 트럼프가 공화당 후보로 지명된 후 그에게 호의적인 보도를 장려했으며, "그들은 트럼프를 중국공산당의 종말을 가져올 반공 지도자로 거의 메시아적으로 보는 방식"을 가지고 있었다고 말했다. 트럼프가 당선된 후, 《에포크타임스》는 티파티 운동 전략가인 브렌던 스타인하우저를 고용하여 더 많은 보수주의자들과 접촉하고 트럼프 행정부가 파룬궁 탄압에 반대하도록 장려했다.
《에포크타임스》는 주류 통신사의 기사를 다루며 일부 지역에서는 지역 신문과 비슷하게 보일 수 있다. 사회학자 자오웨즈에 따르면, "주류 신문은 일반적으로 웹 버전을 이미 존재하는 인쇄판의 확장으로 취급하는 반면, 《에포크타임스》 웹사이트는 전 세계 모든 신문의 마스터 역할을 한다."
《에포크타임스》는 장쩌민 전 중국공산당 총서기와 관련된 음모를 주장하는 것으로 알려져 있다. 그의 행정부 아래 파룬궁은 중국에서 탄압받았다.
이 신문은 대만 소유의 미국 기반 중국어 신문 《세계일보》와 대립하며, 이를 "사악한 중국공산당의 확성기"라고 불렀다.
2017년 9월, 2012년에 온라인 전용이 된 독일판 《에포크타임스 독일》은 온라인 잡지 《차이나 파일》에 의해 독일 극우와 일치하며, 독일을 위한 대안 당과 반이민 단체 페기다의 지지자들에게 매력적이라고 묘사되었다. 독일 방송사 RTL의 기자로 극우를 조사하면서 《에포크타임스》 베를린 사무실에서 며칠을 보낸 스테파니 알브레히트는 자신이 만난 직원들이 모두 파룬궁 수련자였고, 언론 교육을 받지 않았으며, 대안 출처를 신뢰하여 팩트체크를 하지 않았다고 말했다. 《에포크타임스》 사무실에서 알브레히트는 피자게이트, 켐트레일, 날씨 변경 기계, 대체 이론과 같이 폭로된 음모론에 노출되었다.
프랑스에서는 《에포크타임스》가 더 뉴 리퍼블릭에 따르면 "프랑스 극우의 원로인 장마리 르펜과 그의 딸이자 아버지가 설립한 민족주의 정당을 이끄는 마린 르펜에게 방해받지 않는 플랫폼을 제공한다"고 한다.
《에포크타임스》는 기후 변화 부정 콘텐츠를 게시한다. 이 신문은 파룬궁의 가르침에 따라 현대 과학과 의학에 대한 의심을 조장한다. 전략 대화 연구소의 엘리세 토마스는 "파룬궁은 현대 의학을 거부하는 역사를 가지고 있으며, 이는 백신 반대 공동체의 신념과 깔끔하게 일치한다"고 언급했다. 벤 헐리는 "그들은 오랫동안 반의학적이었다. 전직 신자들은 치료 가능한 질병으로 사망한 많은 사람들을 알고 있다. 그들은 자신들이 초인적인 존재이기 때문에 약이 필요 없다고 믿는다."라고 말했다.
2023년 7월, 파룬궁 창시자 리는 《에포크타임스》 기자들에게 한 정당을 다른 정당보다 선호해서는 안 된다고 말했다. 신문 최고재무관리자에 대한 돈세탁 혐의가 제기된 후, 리는 파룬궁 신도들에게 어느 정당의 정치인도 공격하지 말 것을 촉구하는 성명을 발표했다. 더 라이팅의 설립자 하워드 폴스킨은 이것이 《에포크타임스》가 브랜드를 바꾸는 신호일 수 있다고 말한다.

## 주목할 만한 보도

### 중화인민공화국에서의 장기적출
2006년 3월, 에포크타임스는 파룬궁 수련자 수천 명이 중화인민공화국의 장기이식 산업에서 장기 공급을 위해 살해됐다는 것을 밝힌 중국 대륙 전역에 강제수용소 36곳이 있다고 말한 한 의사를 포함)의 주장을 보도했다.
이 사건을 추적한 데이비드 킬고어-매터스는 보고서에서 “2000년에서 2005년까지 6년 동안 장기 이식수술 4만1500건의 장기출처가 설명되지 않는다”며 “우리는 파룬궁 수련자들이 대규모의 장기 약탈을 당했고, 지금도 계속되고 있다고 믿는다”고 말했다.
2008년 유엔특별보고관 2명은 “중국공산당이 2000년 이후 중국 대륙내에서 급증한 장기이식에 쓰이는 장기의 공급원과 파룬궁 수련자의 주요 장기를 적출했다는 혐의를 충분히 설명하라”고 재차 요구했다.
중국공산당은 혐의를 일관되게 부인해왔다. 미국 하원 외교문제위원회를 비롯한 캐나다, 유럽연합, 중화민국 의회는 파룬궁 양심수를 대상으로 한 장기적출을 비난하는 결의안을 채택했다.

### "공산당에 대한 9가지 논평" 사설
2004년 11월, 《에포크타임스》 중국어판은 "공산당에 대한 9가지 논평"이라는 제목의 일련의 사설을 발표했다. 이 사설들은 중국이 문화적, 영적 가치와 상충된다고 말하는 당을 제거하기 전까지는 자유롭거나 번영할 수 없을 것이라고 주장했다. 《에포크타임스》는 또한 사람들이 중국공산당을 탈퇴하도록 촉구하는 '탈당' 운동을 조직했으며, 200만 명 이상이 사임했다고 말했다. 오픈넷 이니셔티브의 보고서에 따르면 2005년 현재 "9가지 논평"이라는 문구를 언급하는 웹사이트의 90%가 중국 대륙에서 차단되었다.
전 《에포크타임스》 작가였던 케일란 포드는 2009년 《크리스천 사이언스 모니터》의 기고문에서 "9가지 논평" 기사 수백만 부가 이메일, 팩스, 지하 인쇄소를 통해 중국에서 유통되었다고 썼다. 포드는 이 캠페인이 불교와 도교의 영성을 바탕으로 1989년과 2008년 중국 민주화 운동과 달랐다고 썼다.
2012년, 전 중국 인민해방군 공군 장교는 의회-행정부 합동 중국 위원회에 베이징에서 "9가지 논평" DVD를 배포한 혐의로 4년형을 선고받았다고 증언했다.
탈당 운동은 러시아 경제학자 안드레이 일라리오노프가 2011년 세계 3대 사건 중 하나로 선정했으며, 그는 《에포크타임스》의 1억 명 이상이 탈퇴했다는 주장을 인용했다.
리 이, 홍콩 민주 운동가는 2006년 《빈과일보》의 칼럼에서 《에포크타임스》의 사임자 수 주장에 의문을 제기하며, 탈당 운동이 "거짓으로 거짓과 싸우는" 방식을 사용할 수 있으며, 이 운동의 선전적 성격이 민주화 공동체의 무결성을 해칠 수 있다고 경고했다.
중국 학자 데이비드 오운비에 따르면, 9가지 논평은 "공산주의에 대한 비난이자 중국공산당의 중국 통치 정당성에 대한 직접적인 기소"이다. 중국공산당이 가한 "불필요한 폭력"을 인정하면서도 오운비는 어조와 스타일에 균형과 뉘앙스가 부족하여 사설이 "1950년대 대만에서 쓰여진 반공 선전"과 비슷하다고 평가한다. 기자 오스카 슈워츠는 9가지 논평을 "준매카시즘적인 글"이라고 불렀다.

### 친트럼프 음모론 및역정보

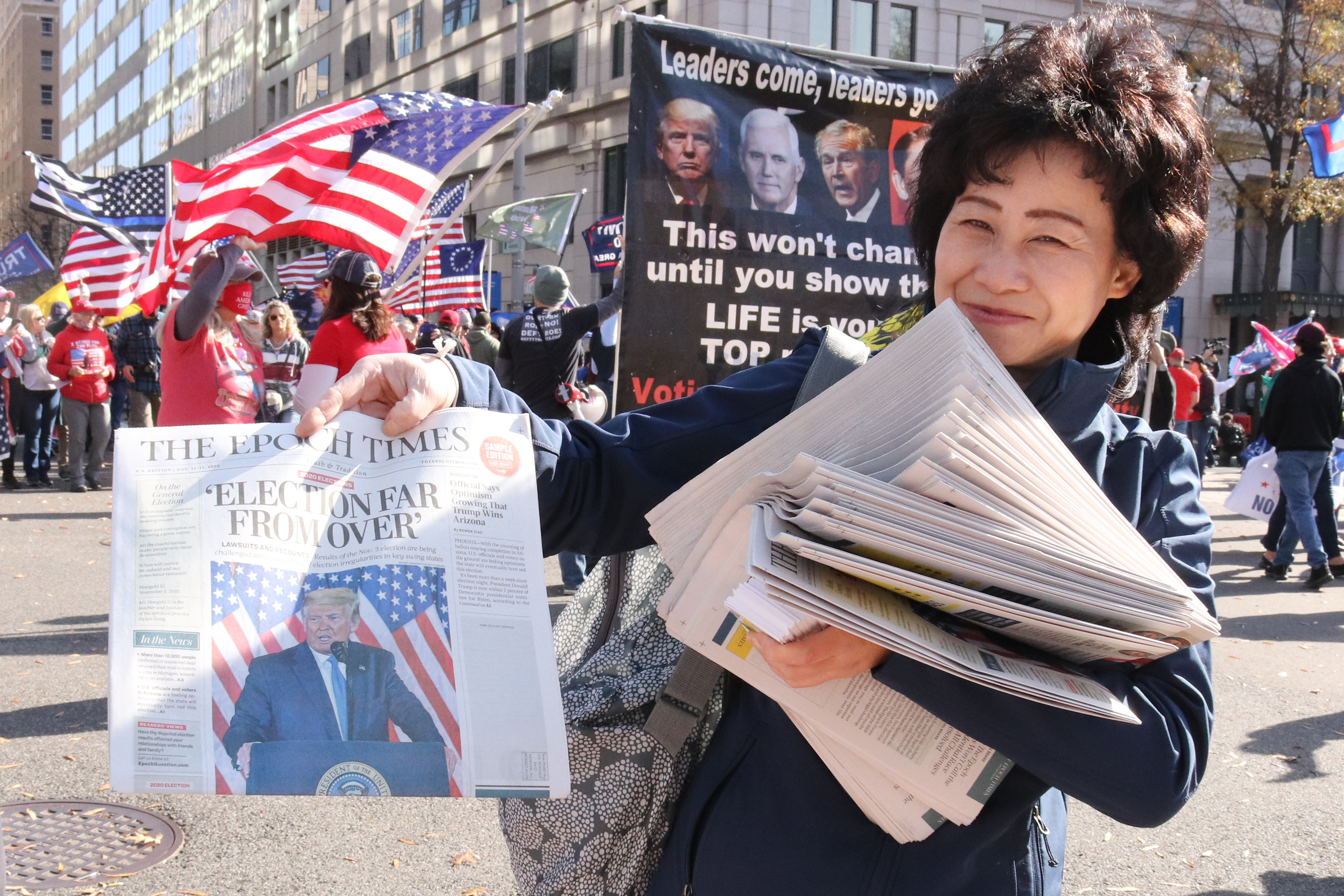
2020년 11월 14일 워싱턴 D.C.에서 열린 백만 MAGA 행진에서 도널드 트럼프의 2020년 미국 대통령 선거 결과에 대한 논쟁적인 주장을 인용한 헤드라인이 실린 《에포크타임스》 사본을 배포하는 여성

《에포크타임스》는 친도널드 트럼프 음모론을 홍보했으며, 트럼프의 가장 가까운 미디어 동맹이자 옹호자 중 한 명으로 알려져 있다.
이 신문은 트럼프 음모론 홍보로 재정적 이득을 보았으며, 트럼프 행정부 첫 3년 동안 수익이 거의 4배 증가했다(2016년 390만 달러에서 2019년 1550만 달러로). 이는 신문이 표적 소셜 미디어 광고를 통해 트럼프의 가장 열렬한 지지자들을 공략했기 때문이다.
이 출판물은 뉴스 보도와 광고에서 트럼프의 스파이게이트 음모론을 옹호했으며, 에포크 미디어 그룹의 유튜브 비디오 시리즈 "엣지 오브 원더"는 극우 친트럼프 QAnon 음모론을 퍼뜨리고 거짓 QAnon 주장을 수용했다.
NBC 뉴스 보도에 따르면, "엣지 오브 원더"의 두 호스트는 《에포크타임스》의 크리에이티브 디렉터와 최고 사진 편집자로 일했다. 신문은 2019년 내내 수십 개의 페이스북 게시물에서 "엣지 오브 원더" 비디오를 홍보했다.
2019년 9월, 트럼프-우크라이나 스캔들 당시, 헌터 바이든의 위키백과 문서에는 우크라이나에서의 그의 사업 거래와 그의 아버지 조 바이든이 우크라이나 검사를 추적한 동기에 대한 의심스러운 주장이 포함되었다. 이 주장은 《에포크타임스》와 《더 뉴 아메리칸》을 출처로 삼았다. 《에포크타임스》는 조 바이든이 2016년에 헌터의 우크라이나 사업 이익을 보호하기 위해 권력을 남용했다는 음모론을 홍보했다.
2020년 2월 2020년 아이오와 민주당 코커스 기간 동안, 《에포크타임스》는 보수 단체 주디셜 워치의 바이러스성 역정보를 공유했는데, 이는 부풀려진 유권자 명부가 거짓이라고 주장했다. 페이스북에서 바이러스처럼 퍼진 이 역정보는 팩트체커와 아이오와 주무장관에 의해 거짓으로 밝혀졌다. 하버드 미디어 전문가는 《에포크타임스》가 "체인 위로 거래하기"로 알려진 "고전적인 역정보 전술"을 사용했다고 말했다. 이는 가짜 이야기가 재포장되어 공유되는 것이다.
2020년 미국 대통령 선거에서 트럼프가 패배한 후, 《에포크타임스》는 지속적으로 선거 결과에 의문을 제기하려고 했다. 이 조직은 투표 개표에서 광범위한 사기가 있었다고 거짓으로 주장하는 93분짜리 비디오를 제작했다. 한 인터뷰 대상자인 변호사 린 우드는 중국이 미국 선거 공급업체를 샀다고 거짓으로 주장했다. 유튜브, 《에포크타임스》 웹사이트, NTD TV에 게시된 이 비디오의 여러 버전은 수십만 회의 조회수를 기록했다.
《에포크타임스》는 역정보와 내슈빌 크리스마스 폭탄 테러에 대한 거짓말을 포함한 기타 거짓 주장을 퍼뜨리기 위해 7개의 새로운 유튜브 채널 네트워크를 만들었다. 이 7개 유튜브 채널 중 단 하나만이 《에포크타임스》 또는 파룬궁과의 관계를 공개했다. 설립 후 2개월 반 만에 이 역정보 채널들은 수천만 회의 조회수와 최소 110만 명의 구독자를 확보했다.
채널 중 하나("마이클 루이스와 함께하는 눈을 뜨세요")는 진행자와 "몇몇 친구들"의 독립적인 노력으로 자신을 묘사한다. 이 비디오들의 거짓되고 오해의 소지가 있는 주장이 보도된 후, 유튜브는 선거 역정보에 대한 사이트 정책에 따라 여러 비디오를 삭제했다.
이 신문은 2021년 1월 6일 워싱턴 D.C.에서 열린 트럼프 집회를 홍보하는 데 일조했으며, 이는 폭력적인 친트럼프 폭도에 의한 국회의사당 습격으로 이어졌다. 그 후, 한 칼럼니스트는 폭동이 "거짓 깃발" 작전이었다고 주장했으며, 마이클 루이스의 에포크타임스 관련 유튜브 채널도 같은 거짓말을 되풀이하며, 국회의사당 공격이 "안티파"에 의해 "옛 공산주의 전술"의 일환으로 조작되었다고 주장했다.

### 코로나19보도 및 허위 정보
《에포크타임스》는 인쇄판과 페이스북, 유튜브를 포함한 소셜 미디어를 통해 코로나19 범유행과 관련된 역정보를 퍼뜨렸다. 2022년 유럽 감시단체인 EU 디스인포랩의 라켈 미구엘은 "《에포크타임스》는 많은 반백신 서사를 전달하고 증폭시키는 데 눈에 띄는 역할을 해왔다"고 말했다. 독일 극단주의 감시 기관인 모니터링, 분석 및 전략 센터의 요제프 홀른버거에 따르면, 《에포크타임스》의 독일판은 독일의 코로나19 회의론자 운동에서 가장 많이 공유된 매체였다.
이 신문은 중국공산당에 반대하는 수사와 팬데믹에 대한 음모론을 홍보했으며, 예를 들어 2020년 4월 미국, 캐나다, 오스트레일리아의 우편 고객에게 무작위로 배포된 "중국공산당이 세계를 위험에 빠뜨린 방법"이라는 8페이지짜리 특별판을 통해 이를 알렸다. 그리고 2020년 6월 영국에서 배포되었다.
신문에서는 SARS-CoV-2 바이러스를 "CCP 바이러스"라고 부르며, 신문의 논평은 "우한의 신종 코로나바이러스 발생이 우한 P4 바이러스 연구소에서 바이러스를 무기화한 우연한 사고인가?"라는 질문을 던졌다. 신문 편집위원회는 코로나19 환자들이 "중국공산당을 비난"함으로써 스스로 치유할 수 있으며 "어쩌면 기적이 일어날 수도 있다"고 제안했다.
프랑스에서는 2021년 반건강 패스 시위 동안 《에포크타임스》의 "특별" 프랑스어 인쇄판이 배포되었다. 독일에서는 《에포크타임스》가 PCR 테스트의 정당성을 비판하고 예방 접종 사고에 대한 음모론을 홍보하는 기사를 발행했다.
역정보 추적기 뉴스 가드는 《에포크타임스》의 프랑스어 페이지를 코로나19의 허위 정보의 "수퍼 확산자" 중 하나라고 불렀으며, 바이러스가 인위적으로 만들어졌다고 주장하는 《에포크타임스》 기사를 인용했다. 뉴스 가드는 나중에 《에포크타임스》 영어판의 등급을 녹색에서 빨간색으로 변경했다.
2020년 2월 17일, 《에포크타임스》 기사는 인터넷에서 얻은 지도를 공유했는데, 이 지도는 코로나19 범유행 기간 동안 중화인민공화국의 화장터에서 대량의 이산화황이 방출되었다고 거짓으로 주장하며, 14,000구의 시체가 소각되었을 수 있다고 추측했다. 프랑스 통신사의 팩트체크는 이 지도가 과거 데이터를 기반으로 한 NASA 예측을 맥락에서 벗어나 사용한 것이라고 보고했다.
2020년 4월 7일 《에포크타임스》가 공개한 널리 퍼진 비디오는 "SARS-CoV-2가 우한 연구소에서 방출된 생체 공학 바이러스라는 뒷받침 없는 가설"을 제시하여 페이스북에 의해 "부분적으로 거짓"으로 플래그가 지정되었다. 이 비디오에는 반백신 운동가인 주디 미코비츠가 출연했다. 팩트체커 헬스 피드백은 이 비디오에 대해 "핵심 과학적 주장의 일부가 거짓이며, 사실조차도 정확할 때도 오해의 소지가 있는 방식으로 제시된다"고 말했다. 이 비디오는 조슈아 필립의 크로스로드 에포크TV 시리즈의 54분짜리 특집이었다.
2020년 4월 29일, 캐나다 방송 협회 (CBC)는 일부 캐나다인들이 코로나19를 "CCP 바이러스"라고 부르는 《에포크타임스》 특별판을 무작위로 받게 되어 불쾌해했다고 보도했다. CBC는 나중에 이 특별판이 "인종차별적이고 선동적"이라고 말한 수신자를 인용한 기사 제목을 철회했으며, CBC는 또한 《에포크타임스》가 코로나19가 생물학적 무기라고 결론지었다는 주장을 철회했다. 보수 타블로이드 《토론토 선》에 실린 의견 칼럼은 CBC가 《에포크타임스》에 대해 편향적이라고 비난했으며 CBC의 보도가 독자들에게 《에포크타임스》가 반아시아 정서를 퍼뜨리고 있다고 오해하게 만들었을 수 있다고 말했다.
2021년 2월, EU 디스인포랩의 조사관은 2020년 3월 아르헨티나에서 처음 출시되어 코로나19 역정보를 게시하는 스페인어 웹사이트인 《티에라 푸라》가 《에포크타임스》와 파룬궁과 밀접하게 관련되어 있음을 발견했다. 당시 이 사이트는 스페인의 코로나19 회의론자 텔레그램 채널 및 그룹에서 가장 많이 공유된 매체였다. 《에포크타임스》와 《티에라 푸라》는 연결되어 있다는 것을 부인했다.
2022년 1월, 《에포크타임스》 독일판은 독일 활동가 스테펜 뢰니츠의 오스트리아 정부가 봉쇄를 정당화하기 위해 감염자 수를 의도적으로 부풀렸다는 주장을 증폭시켰다. 이 신문은 뢰니츠가 "정확한 숫자"를 찾아냈다고 말했으며, 그의 "대규모 사기" 주장을 사실로 보도했다. 《에포크타임스》 기사는 독일의 반봉쇄 운동인 《케르뎅켄》의 인물들에 의해 공유되었다.

### 기타
2010년, 이 신문은 캐나다 보수당 국회의원 롭 앤더스와의 인터뷰를 게재했는데, 앤더스는 중국 정부가 캐나다의 정치적 결정에 영향을 미치기 위해 선물과 사업 거래를 사용했다고 주장했다.
《에포크타임스》는 캘리포니아 주지사 개빈 뉴섬에 대한 2021년 리콜 선거 후보였던 보수 논평가 래리 엘더와의 웹 시리즈를 발행했다.

## 소셜 미디어 활동 및 금지

### 페이스북과 유튜브에 의한 광고 금지
에포크 미디어 그룹은 2019년에 페이스북 광고에 1100만 달러를 지출했는데, 여기에는 2019년 6개월 동안 《에포크타임스》가 구매한 약 11,000개의 친트럼프 페이스북 광고에 150만 달러 이상이 포함되었다. NBC 뉴스가 보도한 공개 페이스북 광고 데이터에 따르면, 《에포크타임스》는 트럼프 캠페인 자체를 제외하고 어떤 그룹보다 더 많은 친트럼프 광고에 지출했다.
2019년 4월 "에포크타임스에 의한 트럼프 대통령 보도"라는 계정을 통한 페이스북 정치 광고 지출은 트럼프와 조 바이든을 제외한 모든 정치인의 지출을 초과했다. 기자 저드 레검은 2019년 5월 《에포크타임스》 광고가 "도널드 트럼프를 홍보하고 조 바이든에 대한 음모론을 유포했다"고 썼다.
2019년 8월, 페이스북은 《에포크타임스》가 "정직한 신문"과 "순수 미국 저널리즘"과 같은 양말인형 페이지를 통해 친트럼프 구독 광고를 게시하여 정치 투명성 규칙을 위반했음을 발견한 후, 자사 플랫폼에서 광고하는 것을 금지했다. 페이스북 대표는 NBC에 "지난 1년 동안 우리는 《에포크타임스》와 관련된 계정을 광고 정책 위반, 즉 검토 시스템을 우회하려는 시도로 인해 삭제했다"고 말했다.
《에포크타임스》 발행인 스티븐 그레고리는 이에 대해 신문이 페이스북 규칙을 위반할 의도가 없었으며, 비디오 광고는 신문 구독 광고였다고 썼다.
페이스북이 광고를 금지한 후, 신문은 지출을 유튜브로 옮겼으며, 2018년 5월 이래 음모론을 홍보하는 일부 광고에 180만 달러 이상을 지출했다. 유튜브는 에포크 미디어 그룹의 프로그램인 "엣지 오브 원더"의 수익 창출을 중단했으며, 코로나19와 관련된 《에포크타임스》 광고를 삭제했다.

### 페이스북에서 The BL (생명의 아름다움) 제거
2019년 10월, 팩트체킹 웹사이트 스놉스는 《에포크타임스》와 트럼프 지지 견해 및 QAnon과 같은 음모론을 공유하는 페이스북 페이지 및 그룹의 대규모 네트워크인 The BL(The Beauty of Life) 간의 밀접한 관계를 보고했다. 당시 The BL은 페이스북 광고에 최소 510,698달러를 지출했다. 수백 개의 광고가 페이스북 광고 규칙 위반으로 삭제되었다. 2019년 12월까지 스놉스에 따르면 BL 네트워크 페이지는 2800만 명의 페이스북 팔로워를 보유했다.
The BL의 편집장은 이전에 《에포크타임스》의 편집장으로 일했으며, 다른 여러 BL 직원들은 현재 또는 전 《에포크타임스》 직원으로 등재되어 있었다. The BL은 미들타운, 뉴욕주에 등록되었으며, 이 주소는 또한 파룬궁의 희망의 소리 라디오 네트워크에도 등록되어 있었고, 비욘드 사이언스 유튜브 시리즈와도 관련이 있었으며, 스놉스는 "이 매체 전체가 문자 그대로 《에포크타임스 베트남》의 영어판"이라는 것을 발견했다.
스놉스는 The BL이 베트남과 다른 국가에 기반을 둔 300개 이상의 가짜 페이스북 프로필을 사용하여 미국인을 모방하기 위해 이름, 스톡 사진, 유명인 사진을 프로필에 사용했으며, 150개 이상의 친트럼프 페이스북 그룹을 관리하여 콘텐츠를 증폭시켰다는 것을 발견했다.
《에포크타임스》와 The BL은 서로 관련이 없다는 것을 부인했지만, The BL은 "몇몇 직원"이 이전에 《에포크타임스》에서 일했다고 인정했다.
2019년 12월, 페이스북은 외국인 행위자를 대신하여 조율된 비진정 행위를 이유로 The BL과 에포크 미디어 그룹과 연결된 대규모 계정, 페이지, 그룹 네트워크를 삭제했다고 발표했다. 이 네트워크는 페이스북과 인스타그램에서 5500만 명의 팔로워를 보유했으며, 그 계정을 통해 페이스북 광고에 950만 달러가 지출되었다.
《뉴욕 타임스》는 The BL이 인공지능으로 생성된 가짜 프로필 사진을 사용했다고 보도했다. 애틀랜틱 카운슬 디지털 포렌식 연구소의 그레이엄 브루키 소장은 조율된 가짜 계정 네트워크가 "섬뜩하고 기술적으로 가능해진 미래의 역정보"를 보여주었다고 말했다. 페이스북의 보안 정책 책임자인 나다니엘 글라이처는 "여기서 새로운 점은 이것이 미국 기반 미디어 회사라고 주장하는 곳이 미국인으로 위장한 외국인 행위자를 활용하여 정치적 콘텐츠를 푸시한다는 것이다. 우리는 과거에 국영 행위자들에게서 이런 것을 많이 보았다"고 말했다.
2020년 8월, 스놉스는 The BL이 7월에 The Lion이라는 복제품을 만들어 페이스북의 링크 금지를 회피했다고 보고했다. 페이스북은 스놉스가 연락한 후 The Lion에 링크 금지를 적용했다.

### 페이스북에서 트루스미디어 제거
2020년 8월 6일, 페이스북은 《에포크타임스》와 NTD TV 콘텐츠, 코로나19 및 미국 시위에 대한 친트럼프 음모론을 홍보하는 트루스미디어라는 디지털 회사에 의한 수백 개의 가짜 계정을 삭제했다. 이 작업에는 총 303개의 페이스북 계정, 181개의 페이지, 44개의 페이스북 그룹, 31개의 인스타그램 계정이 포함되었으며, 이는 총 200만 명 이상의 팔로워를 보유하고 있었다. 스놉스와 NBC 뉴스는 트루스미디어가 에포크 미디어 그룹과 관련이 있다고 보도했지만, 《에포크타임스》 발행인 스티븐 그레고리는 이를 부인했다.
이제 페이스북에서 금지된 트루스미디어는 중국어, 영어, 일본어, 베트남어로 유튜브 채널을 계속 운영하며, 핀터레스트와 트위터에도 계정을 가지고 있다. 이 회사는 "신종 코로나바이러스를 CCP 바이러스라고 부르기 시작"하라는 백악관 청원을 시작한 것으로 보인다.

### 세이프챗
2021년 3월, 폴리티코는 트럼프 지지자와 중국 반체제 인사들에게 인기 있는 조 바이든 대통령에 대한 역정보와 음모론으로 가득 찬 소셜 미디어 플랫폼인 세이프챗이 《에포크타임스》와 파룬궁과 밀접하게 관련되어 있다고 보도했다.

## 중국 정부의 검열
어떤 경우에는 《에포크타임스》가 "해외 중국 언론사들이 독립을 유지하거나 승인되지 않은 콘텐츠를 게시하기로 선택하면 공격적인 제거 또는 통제 캠페인의 대상이 된다"는 적대적인 해외 환경에서 운영된다. 한 예로, 중국 외교관들은 파룬궁 관련 콘텐츠를 보도한 언론 매체에 대해 위협을 가했으며, 다른 경우에는 광고주와 유통업체들이 《에포크타임스》를 지원한다는 이유로 위협을 받았다. 중국공산당 당국은 직원 공격 및 컴퓨터 장비 파손 등 신문과 직원에 대해 "군사적 방법"을 사용했다고 비난받았다.
2006년 국제기자연맹은 《에포크타임스》에 대한 "더러운 전쟁"을 비판하며, 《에포크타임스》 홍콩 인쇄 공장이 신원 미상의 남성들에게 침입당해 손상된 사건과, 시드니와 토론토에 있는 《에포크타임스》 사무실에 유독 물질이 포함된 것으로 의심되는 수상한 우편 봉투가 도착한 사건을 인용했다. 국제기자연맹은 또한 《에포크타임스》 직원과 광고주에 대한 협박, 신문 압수 사례를 언급하며 이를 "반대 의견을 말살하기 위한 악의적인 마녀사냥"으로 특징지었다.
이 신문은 중국공산당의 압력을 받은 후 말레이시아에서 잠시 금지되었다.
2010년, 브리즈번에 있는 《에포크타임스》 사무실은 에어 라이플을 든 두 명의 공격자에 의해 차량 공격을 받았다. 발사체가 사무실 정면 창문을 뚫고 발사되었다.
2016년, 이 신문은 오스트레일리아 국립 대학교 약학부에서 중국 학생 및 학자 협회장이 약사와 대면하여 신문을 버린 후 삭제되었다. 이 사건은 중국 정부 후원 해외 유학생 단체 문제에 대한 전국적인 언론 보도를 불러일으켰다.
2019년 11월, 국경 없는 기자회는 《에포크타임스》가 4명의 복면을 쓴 방화범이 곤봉으로 인쇄기를 손상시켰다고 말한 후, 캐리 람 홍콩 행정장관에게 언론 자유를 보호할 것을 촉구했다. 또한, 2019년 보고서에서 국경 없는 기자회는 《에포크타임스》의 최고 기술 책임자 리 위안이 2006년 2월 8일 애틀랜타, 조지아주 자택에서 "중국 정부 요원으로 의심되는" 사람들에게 폭행을 당하고 그의 두 노트북을 빼앗겼다고 밝혔다.
2021년 4월 12일, 홍콩 인쇄 시설이 근무 시간 중 직원들이 있는 자리에서 파손되었다. 이 공격은 CCTV에 의해 포착되었다.
2022년 영화 《닥터 스트레인지: 대혼돈의 멀티버스》는 검토를 위해 제출된 후 《에포크타임스》를 언급하는 장면이 발견되어 중국에서 개봉이 차단되었다.
홍콩판 신문은 2024년 9월 17일 인쇄 계약이 만료되어 갱신할 수 없게 되면서 발행을 중단했다.

## 백악관 논란
2006년 4월, 임시 《에포크타임스》 기자증을 가진 기자가 후진타오 중국 지도자와 조지 W. 부시 대통령의 정상회담에서 항의 배너를 펼치고 "그를 살인하는 것을 멈춰라!"와 "악인들은 일찍 죽을 것이다"라고 외치며 후진타오에게 야유를 퍼부었다. 이로 인해 중국 관리들은 항의 표시로 의례적인 오찬에 참석하기를 거부했다. 《에포크타임스》는 나중에 그 기자와는 무관하다고 밝혔다.
2018년 9월, 《에포크타임스》 사진작가 사미라 부아오는 백악관 규정을 위반하고 트럼프에게 폴더를 건넸다. 2020년 8월, 백악관 특파원 협회는 트럼프 행정부가 코로나19 사회적 거리두기 규정을 에포크타임스, 더 게이트웨이 펀디트 및 원 아메리카 뉴스 네트워크에 유리하게 적용한 것에 대해 반대했다.

## 평가
뉴욕시립대학교 대학원 센터의 정치학 교수 밍 샤는 2007년에 《에포크타임스》가 비수련자들에게 확장하고 "영향력과 정당성을 위해 대규모 시민 사회에 자신을 통합"하려는 파룬궁의 전략적 노력의 일부를 나타낸다고 썼다. 2018년 그는 《에포크타임스》 직원들이 "전문 기자가 아니며 전문 기자들이 준수하는 규약을 따르지 않는다"고 말했다.
역정보 추적기 뉴스 가드는 《에포크타임스》가 "책임감 있게 정보를 수집하고 제시하지 않으며, 오류를 거의 수정하거나 명확히 하지 않고, 소유권과 자금 조달에 대해 불투명하다"고 말했다.
《에포크타임스》는 특히 중국공산당과 중국 대륙 문제에 대한 편향성과 파룬궁 운동의 "대변인"이라는 비판을 학자들로부터 받아왔다. 뉴질랜드 정치학자 제임스 토는 《에포크타임스》를 파룬궁의 "주요 대변인"이라고 묘사하며, 신문이 당의 부정적인 측면에 대한 기사를 발행하여 "CCP에 대한 실행 가능한 위협"이 됨에도 불구하고 "신뢰성이 부족하다"고 썼다.
토론토 대학교 연구원 제이슨 Q. 응은 자신의 저서 《웨이보 차단: 중국판 트위터에서 무엇이 억압되는가, 그리고 그 이유는?》에서 중국 대륙 문제에 대한 신문의 보도를 "공산당에 대해 심하게 편향되어 있다"고 언급하며, 따라서 그 보도는 "회의적으로 보아야 한다"고 말했다.
2018년 보수 싱크탱크 후버 연구소의 보고서는 《에포크타임스》를 중국 정부에 동조하는 사업가들에게 장악되지 않고 "중화인민공화국 통제로부터 독립"을 유지하는 몇 안 되는 독립적인 중국어 미디어 매체 중 하나라고 불렀다. 이 보고서는 또한 중국에서 금지된 파룬궁과 관련된 《에포크타임스》 및 기타 매체들의 중국 관련 보도가 "불균형하다"고 말했다.
사회학자 앤드류 정커는 2019년 자신의 저서 《글로벌 중국에서 활동가 되기: 중국 디아스포라의 사회 운동》에서, 파룬궁 공동체의 "추방 상태"가 출판물의 영향력을 제한함에도 불구하고, 《에포크타임스》가 "단순히 디아스포라 중국어 공공 영역의 목소리를 다양화함으로써" "진보적인 역할을 하고 있었다"고 주장했다.
세스 헤테나는 《뉴 리퍼블릭》에 《에포크타임스》가 "러시아의 스푸트니크나 RT와 유사한 글로벌 선전 기계를 구축했으며, 대안적 사실과 음모론을 혼합하여 전 세계적으로 극우 추종자들을 얻었다"고 썼다.
하버드 대학교 쇼렌스타인 미디어, 정치 및 공공 정책 센터의 조안 도노반은 《에포크타임스》를 "알려진 역정보 작전"이라고 불렀다. 시러큐스 대학교 S. I. 뉴하우스 공공 통신 학교의 통신 부교수 제니퍼 그리겔은 《에포크타임스》가 "역정보와 허위 정보를 퍼뜨리는 것으로 알려진 악명 높은 매체"라고 말했다.
스탠퍼드 대학교 통신학과 교수이자 존 S. 나이트 저널리즘 펠로우십의 책임자인 제임스 베팅거는 "《에포크타임스》가 파룬궁과 관련이 없더라도, 파룬궁에 대해 일관되게 같은 시각으로 쓰거나 파룬궁을 검토하는 기사가 없다면, 사람들은 그것을 신뢰할 수 없다고 인식할 것"이라고 말했다. 캘리포니아 대학교 버클리 저널리즘 대학원장 오빌 셸은 2005년에 "그들의 품질을 보증하기는 어렵다. 왜냐하면 그것을 확인할 수 없기 때문이지만, 순수한 선전으로 일축할 수는 없다"고 말했다.
데이비드 오운비는 2008년 파룬궁에 관한 자신의 저서에서 《에포크타임스》 기사가 "잘 쓰여지고 흥미롭지만, 때로는 그 보도 방식이 특이하다"고 썼다. 오운비에 따르면, 이 신문은 중국공산당에 대한 편향성과 파룬궁 수련자 및 티베트인, 대만 독립 옹호자, 민주화 운동가, 위구르족 등 다른 반체제 인사들에 대한 지지로 칭찬과 비판을 모두 받았다. 따라서 이 신문은 종종 편집 콘텐츠에 대한 철저한 분석보다는 파룬궁과의 연결을 고려하여 평가된다.
자오궈뱌오 베이징 대학 전 언론학 교수는 선전부를 비판한 후 해고되었는데, 그는 《에포크타임스》가 중국공산당에 대해 매우 비판적인 부정적인 정보만 게시하더라도, 그 공격은 당이 자신에 대해 게시하는 선전을 결코 상쇄할 수 없을 것이라고 제안했다. 미디어 균형을 다루면서 자오는 중국 대중이 자국에 대한 부정적이고 비판적인 정보가 부족하다고 언급했다. 따라서 그는 자유, 평등, 합법성의 원칙에 기반한 미디어 균형의 필요성을 언급하며, 미디어 균형은 "모든 것의 집단적 불균형의 결과"라고 말했다.
캘리포니아 대학교의 정치학 교수 황하이펑은 "그들이 왜 그렇게 주요한 친트럼프 목소리가 되었는지 정확히 알 수 없다"고 말했지만, "그들 중 일부는 도널드 트럼프 대통령을 중국 정부에 강경한 인물로 간주하여 그들에게 자연스러운 동맹국이 되었다"고 말했다.
이 신문의 웹 전용 독일판인 《에포크타임스 독일》은 독일의 반이민 극우와 동맹을 맺었으며, 독일을 위한 대안과 페기다에 대해 호의적으로 논평하면서 주류 독일 언론을 신뢰할 수 없다고 비판했다. 포린 폴리시의 베서니 앨런-이브라히미안은 "파룬궁 신문의 독일 웹사이트가 독일에서 우익 포퓰리즘을 홍보하기로 결정한 이유는 분명하지 않다"고 썼지만, 그 결정은 출판물의 조회수 증가를 유도하기 위한 사업적 결정이거나, 그러한 견해가 리훙즈 파룬궁 지도자의 가르침을 반영하기 때문일 수 있다고 썼다. 리훙즈는 "혼혈 자녀는 '불쌍하고' '육체적으로나 지적으로 불완전하다'고 믿는다"고 했다.
독일 언론 보도는 이 매체를 페기다 지지자들의 "가장 좋아하는" 매체 중 하나라고 묘사했으며, 스푸트니크 뉴스와 코프 리포트와 함께 이민에 비판적인 기사들이 거의 매일 공유된다는 것을 발견했다.
런던 기반 싱크탱크 전략 대화 연구소의 보고서는 《에포크타임스》 독일판이 "주로 반서방, 반미, 친크렘린 콘텐츠를 운영하며, 이 콘텐츠의 상당 부분은 검증되지 않은 정보에 기반한다"고 말했다.
2019년 12월, 영어 위키백과는 신뢰할 수 없는 출처로 《에포크타임스》의 영어 및 중국어 온라인 버전을 위키백과에서 참고 자료로 사용하는 것을 사용 중단했으며, 편집자들은 이를 "파룬궁의 옹호 단체이며, [...] 종종 음모론을 게시하는 편향되거나 의견이 있는 출처"라고 불렀다.
2022년 3월, 감시 단체 미디어 매터스 포 아메리카의 대표 안젤로 카루소네는 《에포크타임스》가 "가장 강력한 인프라 또는 가장 많은 독자와 영향력 및 도달 범위를 얻을 가능성이 있는 곳으로 간다"고 말했으며, 이러한 복잡성 때문에 "근본적으로 다르고 이해하기 어렵다"고 덧붙였다. 카루소네에 따르면, 《에포크타임스》의 성공 지표는 돈이나 특정 정치적 의제가 아니라 단순히 영향력이다.

## 소송
《에포크타임스》와 공동 설립자 다나 청은 메인 비콘 기자 댄 노이만을 명예훼손으로 고소했다. 노이만은 2021년 6월 청이 1월 6일 국회의사당 습격에 대한 음모론을 홍보했다고 보도했다. 2022년 10월, 신문은 재심 소송을 재개하려는 노력을 실패했으며, 판사들은 주장된 명예훼손 보도가 실질적 진실에 해당한다고 판결했다.

## 수상 내역
- 2005년 캐나다 정부 ‘전국 언론매체 이사회상’: <에포크타임스>의 중국 공산당 SARS 전염 상황 은폐 사건 보도 표창[182]
- 2005년 미국 아시아계 기자협회 ‘인터넷 보도부문 최우수상’: <9평공산당> 평론 시리즈로 수상[183]
- 2005년 국제인권협회 인권상: <에포크타임스>의 독일어 버전의 중화인민공화국 인권보도 표창[184]
- 2011년 ‘중화민국 우수 기업인 금봉상’ : <에포크타임스> 중화민국 지사가 제14회 중소기업 부문 10대 우수 브랜드상 수상[185]
- 2012년 엘리자베스 2세 즉위 기념 훈장: <에포크타임스> 캐나다 지사, 열악한 중화인민공화국 인권문제 환기, 중국 공산당의 파룬궁(法輪功) 수련자 및 양심수 장기 강제적출 문제 보도로 후보자 지명[186][187][188][189]
- 2012년 캐나다 정부 ‘전국 언론 매체 이사회상’: <에포크타임스> 중문 버전, 사설 및 언론의 자유 부문 최우수 이념과 시각 표현관련 수상[190]
- 2012년 미국 전문 저널리스트 협회 우수 언론 보도상: 2013년 4월 발표되는 연간 SPJ 우수 뉴스 보도(Sigma Delta Chi award for excellence in journalism) 수상자 명단에 <에포크타임스> 영문 기자 매튜 로버트슨과 그의 2012년 중국 공산당의 파룬궁 수련자 및 양심수 장기 강제적출 관련 보도가 올랐으며, ‘신문/인터넷 뉴스’부문 ‘논데드라인 보도(Non-Deadline Reporting)’의 ‘1일 발행량 5만부 이하’ 부문을 수상[191]
- 2012년 뉴욕언론협회 ‘광고부문 최우수 특집’ 제1위: <에포크타임스> 영문판이 ‘뉴욕 아시아 주간(Asia Week New York)’으로 제작된 특집으로 2013년 4월 수상[192]
- 2013년 뉴욕언론협회 16개 부문상: 6개 부문 최우수상 포함[193]
- 2013년 뉴욕여성기자협회 최고상: 태풍 샌디(Sandy) 피해지역 추적 보도[194]
- 2013년 미동부 ‘소수인종 100대 기업’ 비즈니스 전기상: 에포크타임스 워싱턴 지사 수상[195][196]
- 미국 워싱턴 뉴스 박물관(Newseum) 선정 ‘전세계 10대 우수 출판’(2013년 10월 10일): 영문 <에포크타임스> 뉴욕판 제1면[197]
- 2014년 뉴욕언론협회 21개 부문상 및 4개 부문 후보 선정: 전체 우수 2등상, 촬영상, 보도 1등상, 최우수 광고 홍보 1등상, 최우수 인터넷 정보 그래픽 1등상 포함[198]
- 2016년 워싱턴 아시아계 미국인 비즈니스회에서 발표한 ‘연간 비영리 기구상’ 수상[199]

2014년, 이 신문의 보도는 여러 저널리즘 상을 수상했으며, 뉴욕 타임스는 나중에 이를 《에포크타임스》가 "리훙즈 씨의 존경할 만한 뉴스 매체라는 비전"에 "더 가까워지고 있음을 시사한다"고 묘사했다. 그러나 2015년과 2016년에는 바이러스성 콘텐츠와 "트럼프 중심"으로 방향을 전환했다.

## 발행지역과 발행부수
| 어종         | 발행량        | 지역                                               |
| ------------ | ------------- | -------------------------------------------------- |
| 중문         | 990,850 부/주 | 아시아, 캐나다, 유럽, 오세아니아, 남아메리카, 미국 |
| 영어         | 218,000 부/주 | 아시아, 캐나다, 유럽, 오세아니아, 미국             |
| 프랑스어     | 17,500 부/주  | 프랑스, 벨기에, 스위스, 유럽                       |
| 독일어       | 4,075 부/주   | 독일                                               |
| 히브리어     | 7,500 부/주   | 이스라엘                                           |
| 인도네시아어 | 3,500 부/주   | 인도네시아                                         |
| 일본어       | 7,500 부/주   | 일본                                               |
| 한국어       | 12,000 부/주  | 한국                                               |
| 루마니아어   | 1,500 부/주   | 루마니아                                           |
| 러시아어     | 5,500 부/주   | 러시아                                             |
| 스페인어     | 9,775 부/주   | 유럽 & 남아메리카                                  |

## 같이 보기
- 희망의 소리 (SOH)
- NTD TV
- 구평공산당
- 공산주의 유령은 어떻게 우리세계를 지배하는가
- 파룬궁
- 션윈 예술단